# I Can Fly
I Can Fly è un singolo del rapper italiano Shiva, pubblicato l'11 giugno 2021 come secondo estratto dal terzo album in studio Dolce vita.

## Descrizione
Si tratta della seconda traccia del disco, nonché quella ritenuta tra i preferiti dallo stesso artista, e il testo tratta il vivere in un mondo ideale.

## Classifiche
| Classifica (2021) | Posizione massima |
| ----------------- | ----------------- |
| Italia            | 78                |